# Taurotragus
Taurotragus es un género de mamíferos artiodáctilos pertenecientes a la subfamilia Bovinae, conocidos vulgarmente como antílopes elands. Se conocen dos especies.

## Comportamiento
Son animales gregarios que viven en manadas de entre 20 y 60 cabezas, aunque se han podido observar congregaciones de más de 600 animales. Los machos viejos suelen ser solitarios. Los machos establecen una jerarquía que determina el derecho al apareamiento. También las hembras desarrollan un sistema jerárquico que determina factores como posición en la manada y acceso a los pastos. Son activos, tanto de noche como de día, y además, a pesar de su enorme tamaño, son unos magníficos saltadores. Al andar hacen un ruido que se cree está producido por el choque de las pezuñas o por el movimiento de la articulación de la rodilla. Tienen una sola cría, después de unos 270 días de gestación, que nace con un peso de unos 30 kilogramos.
El eland común (Taurotragus oryx) ha sido domesticado y, en la actualidad, existen pequeños rebaños en Ucrania, Kenia, Zimbabue y Namibia.

## Especies
- Taurotragus oryx
- Taurotragus derbianus